# 남동인더스파크역
남동인더스파크역(南洞産業團地驛)은 인천광역시 남동구 고잔동과 논현동에 있는 수도권 전철 수인·분당선의 전철역이다. 수인선 인천역 완공 이후 화물 영업을 할 수 있도록 넓게 설계되었다. 한자표기는 남동산업단지역(南洞産業團地驛))이다.
과거 협궤 철도 시절의 수인선에도 남동역이 있었다. 1937년 8월 5일에 개업하였으며 1985년 10월 15일에 남동산단의 개발계획에 따라 폐지되었다.
남동인더스파크(남동산단, 남동공단)의 역으로 볼 수 있다.

## 역명
이 역의 개통 당시 역명은 남동역이었으며, 공사당시 역명은 남동공단역이었으나, 지역 이미지에 좋지 않는 영향을 끼칠 수 있다는 한국산업단지공단 경인본부의 요청으로 현재의 남동인더스파크으로 최종 결정되었다. 이 역의 이름을 국한문혼용으로 적으면 南洞인더스파크가 되어야 옳으나, 공식 한자 표기는 南洞産業團地(남동산업단지)으로 확정되었다. 이 점은 한문으로 中央公園(중앙공원)이라고 적는 센트럴파크역과 유사하다. 또한 이 역의 공식 약칭은 한글과 한문 표기 모두 남동산단(南洞産團)으로 정하였다.

## 역사
- 1937년 8월 5일 : 남동역(南洞驛)으로 영업 개시 (정차장 등급)[4]
- 1985년 10월 15일 : 남동산업단지 개발로 남동역사 철거
- 1988년 10월 25일 : 영업거리표 개정 (수원기점 42.4km→41.8km)[5]
- 1992년 7월 20일 : 연수택지지구 개발로 영업 중지[6]
- 1994년 9월 1일 : 수인선 송도 ~ 한대앞 구간의 폐지와 함께 폐역[7]
- 2012년 6월 30일 : 수인선 오이도 ~ 송도 구간 재개통과 함께 전철역으로 영업 재개[8]
- 2020년 5월 29일 : 철도거리표 개정에 따른 기점 및 거리 수정.[9]
- 2020년 9월 12일 : 수원 - 오이도 구간 개통으로 분당선과 직결운행
- 2020년 9월 12일: 수인분당선개통으로 역번호가 K264으로 변경

## 역 구조
여객영업용 승강장은 2면 4선을 갖추고 있으나 물류를 위하여 측선 3선이 추가로 설치되어 있다. 스크린도어가 설치되어 있다.
원인재역 방향으로 바라보면 원인재역(수인선)이 바로 보인다

### 승강장
| ↑ 호구포        |
| ４３ \| ２１ \| |
| 원인재 ↓        |

| 1 | ● 수도권 전철 수인·분당선 | 경강선으로 사용할 예정      |
| 2 | ● 수도권 전철 수인·분당선 | 연수 · 송도 · 인천 방면     |
| 3 | ● 수도권 전철 수인·분당선 | 호구포 · 수원 · 왕십리 방면 |
| 4 | ● 수도권 전철 수인·분당선 | 경강선으로 사용할 예정      |

## 역 주변
| 나가는 곳 | 방면 |
| --------- | --- |
| 1         | 인천공단소방서 한국산업단지공단인천지역본부 남동구출장소 인천종합비즈니스센터 대한상공회의소인천인력개발원 월례공원 |
| 2         | 남동공단우체국 인천상공회의소 남동공단지구대 남동공단근린공원 인천지방중소기업청                                    |

## 이용객 변동
2012년 자료는 개통일인 2012년 6월 30일부터 12월 31일까지인 185일 기준으로 환산한 것이다.
| 노선   | 노선 | 일평균 인원수 (명/일) | 일평균 인원수 (명/일) | 일평균 인원수 (명/일) | 일평균 인원수 (명/일) | 일평균 인원수 (명/일) | 일평균 인원수 (명/일) | 일평균 인원수 (명/일) | 일평균 인원수 (명/일) | 일평균 인원수 (명/일) | 일평균 인원수 (명/일) | 일평균 인원수 (명/일) | 일평균 인원수 (명/일) | 각주   |
| 노선   | 노선 | 2012년                | 2013년                | 2014년                | 2015년                | 2016년                | 2017년                | 2018년                | 2019년                | 2020년                | 2021년                | 2022년                | 2023년                | 각주   |
| ------ | ---- | --------------------- | --------------------- | --------------------- | --------------------- | --------------------- | --------------------- | --------------------- | --------------------- | --------------------- | --------------------- | --------------------- | --------------------- | ------ |
| 수인선 | 승차 | 945                   | 1,340                 | 1,648                 | 1,677                 | 1,941                 | 2,112                 | 1,985                 | 1,974                 | 1,684                 | 1,796                 | 1,823                 | 1,856                 | [ 10 ] |
| 수인선 | 하차 | 985                   | 1,506                 | 1,855                 | 1,851                 | 2,121                 | 2,324                 | 2,164                 | 2,163                 | 1,839                 | 1,980                 | 2,008                 | 2,070                 | [ 10 ] |

## 사진

1번 출입구
2번 출입구
개찰구
수인선 인천 연장 개통 이후 사용할 화물 선로
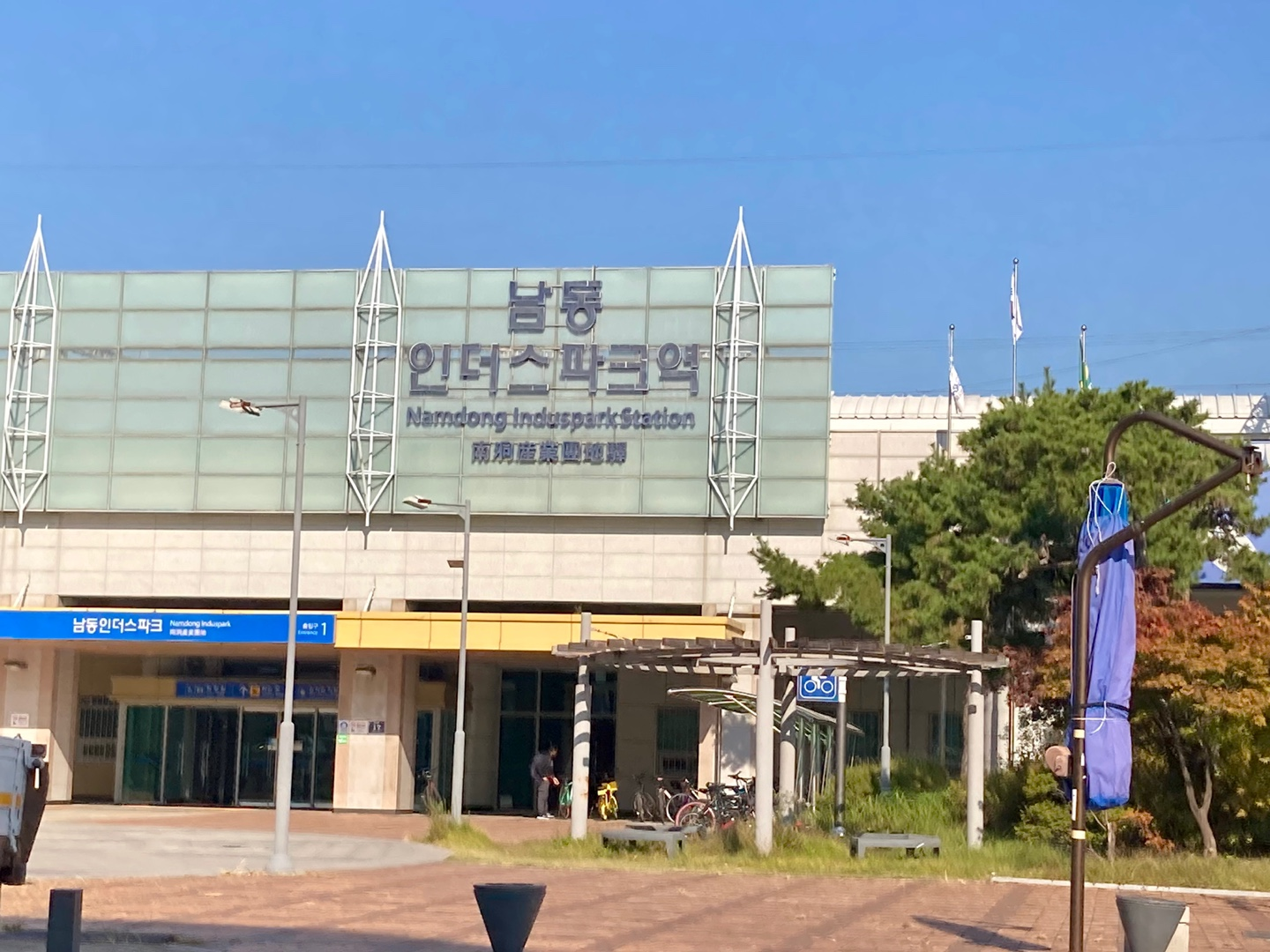
남동인더스파크 가을풍경
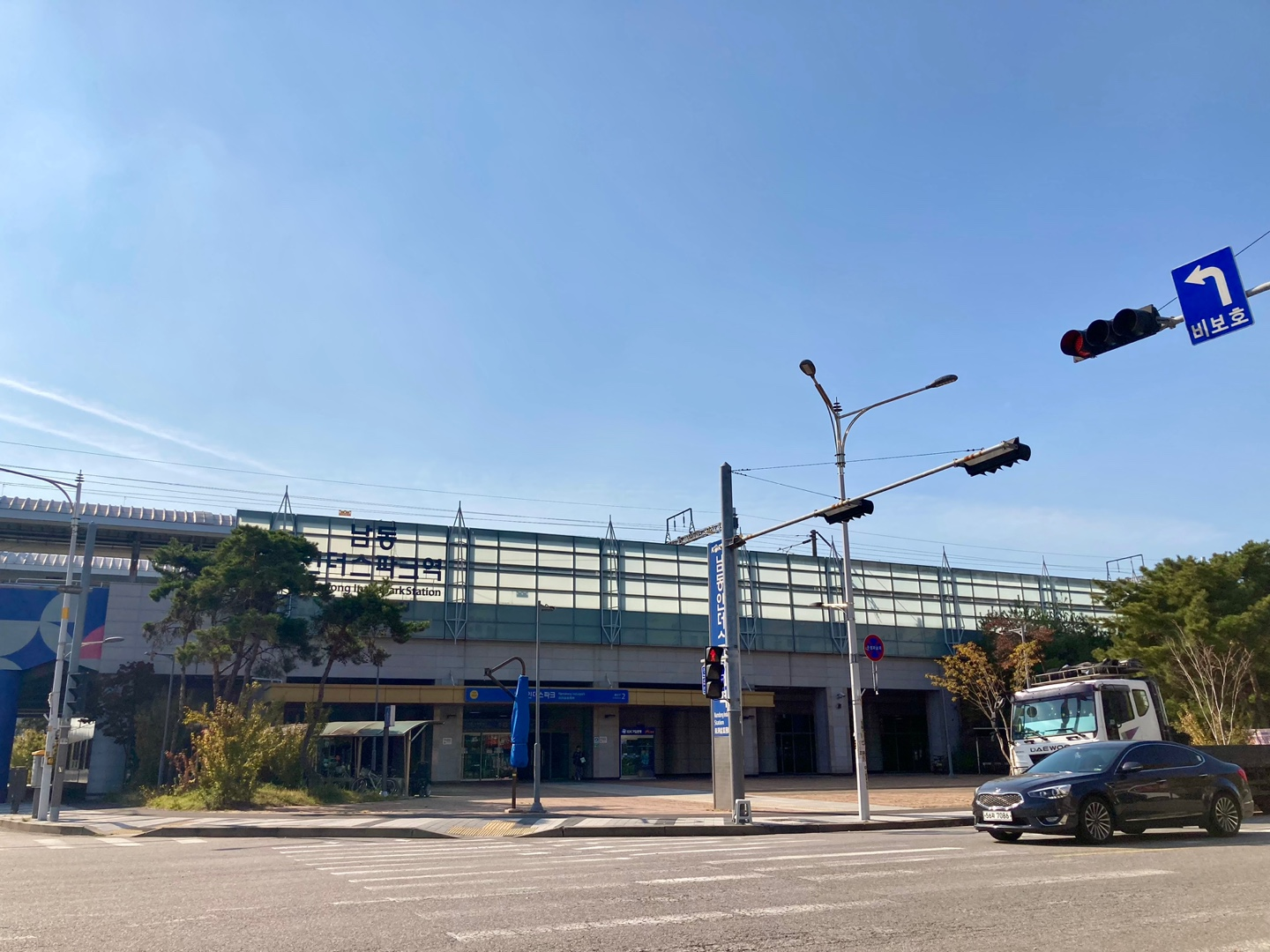
남동인더스파크 가을풍경
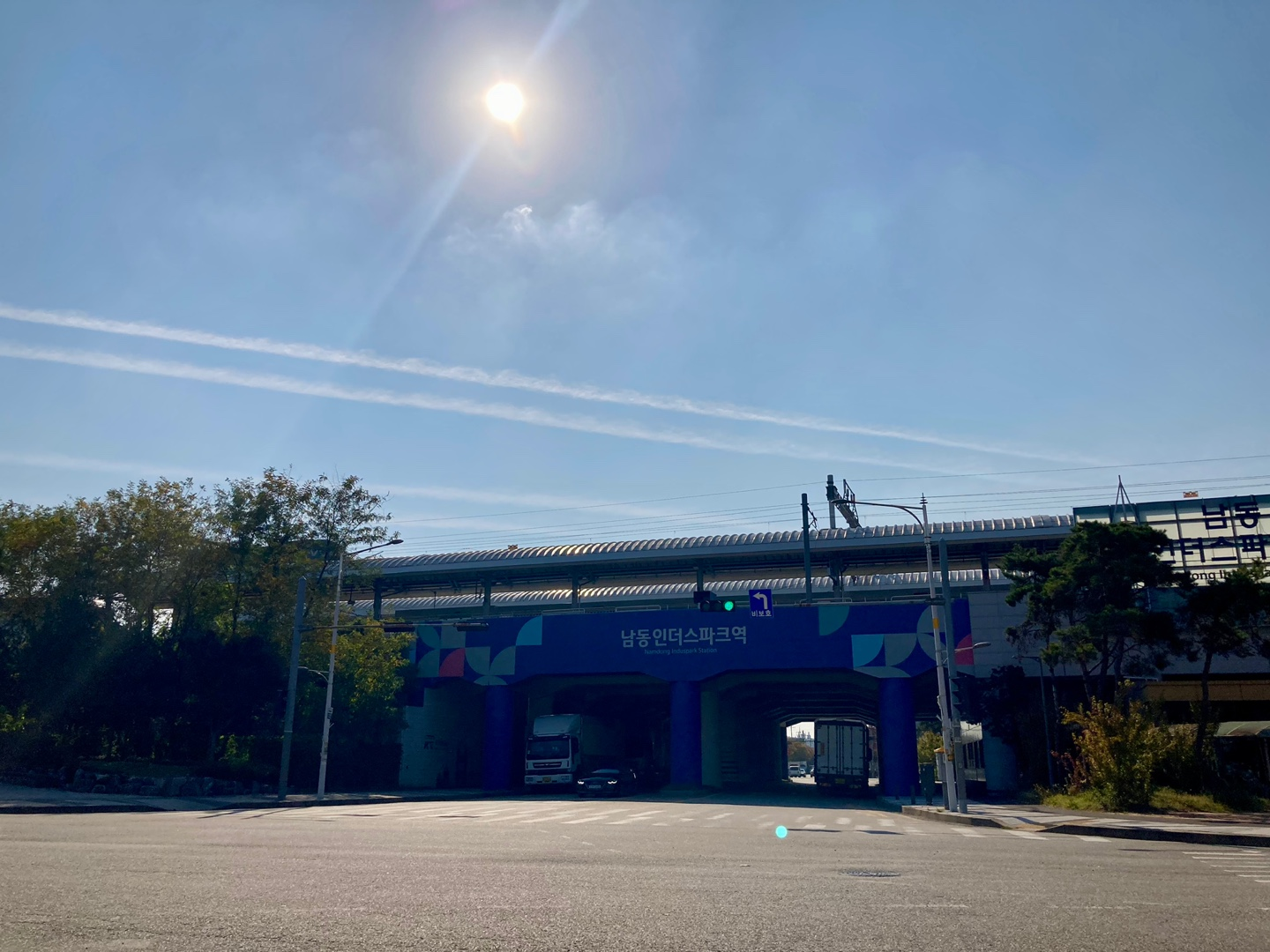
남동인더스파크 가을풍경

## 인접한 역
| 수인선                  | 수인선                         | 수인선                |
| ----------------------- | ------------------------------ | --------------------- |
| K263 호구포 청량리 방면 | ● 수도권 전철 수인·분당선 완행 | K265 원인재 인천 방면 |